# Риверос, Вильямс
Вильямс Риверос Ибаньес (исп. Williams Riveros Ibáñez; 20 ноября 1992 года, Асунсьон) — парагвайский футболист, играющий на позиции защитника. Ныне выступает за «Серро Портеньо».

## Биография
Вильямс Риверос начинал свою карьеру футболиста в парагвайском клубе «Спортиво Триниденсе». 1 августа 2010 года он дебютировал в парагвайской Примере, выйдя на замену в домашней игре с «Серро Портеньо».
В 2013 году Риверос перешёл в аргентинскую «Фландрию», за который выступал следующие четыре года (три сезона в Примере B Метрополитана и один в Примере B Насьональ). В середине 2017 года он стал игроком команды аргентинской Примеры «Темперлей».
В 2018—2021 годах играл в Эквадоре. В 2019 году помог «Дельфину» выиграть первый в истории клуба титул чемпиона Эквадора. В 2020 году Риверос выиграл свой второй подряд титул чемпиона Эквадора, но уже в составе гуаякильской «Барселоны».
В 2022 году вернулся на родину, подписав контракт с «Серро Портеньо».

## Титулы и достижения
- Чемпион Эквадора (2): 2019, 2020
- Финалист Кубка Эквадора (1): 2019
- Победитель Примеры B Метрополитаны (1): 2016